# Schimmernde Winde
Schimmernde Winde (Originaltitel: Fényes szelek) war 1969 der erste Farbfilm des ungarischen Regisseurs Miklós Jancsó.

## Handlung
1947, kurz nach Gründung der ungarischen Volksrepublik, erreicht eine Gruppe von Studenten des neu errichteten, kommunistisch inspirierten Volkskollegiums ein von der Kirche geführtes Gymnasium. Sie singen, tanzen und baden ausgelassen und erklären ihre Absicht, die katholischen Gymnasiasten mittels Debatten von den Vorzügen ihrer Ideologie zu überzeugen. Im Hintergrund stets präsent bleibt die Polizei, die über Haftbefehle gegen einige Gymnasiasten verfügt.
Die Gymnasiasten fühlen sich in die Enge getrieben und wollen sich mehrheitlich nicht auf Diskussionen einlassen. Die Kollegisten sind über das weitere Vorgehen gespalten. Ihr Anführer Laci möchte auf Überzeugungsarbeit setzen, doch Jutka beantragt seine Absetzung, weil er ihr nicht tatkräftig genug erscheint. Sie übernimmt seine Position und leitet die Gruppe dazu an, zur Durchsetzung der Revolution Zwang anzuwenden. Man wirft Scheiben ein und schreitet zu Bücherverbrennungen. Es tauchen die etwas älteren Vertreter vom Zentralrat des Volkskollegiums auf, erklären sich mit der Absetzung Lacis nicht einverstanden und setzen ihn wieder auf seinem angestammten Posten ein. Der Film endet damit, dass Jutka eine kleinere Gruppe von Anhängern um sich schart.

## Zum Werk
Teilweise autobiografisch ist der Hintergrund: Jancsó besuchte als Jugendlicher das Volkskollegium. Der Handlungsbogen ist äußerst dünn, und der Film hat einen offenen Schluss. Vorherrschende Ereignisse sind die zahlreichen, oft kreisförmigen Tänze, welche die Kollegisten aufführen, begleitet von Volks- und Partisanenliedern. In Plansequenzen aufgebaut, besteht der Film aus lediglich 31 Einstellungen. Als Drehort diente die Territorialabtei Pannonhalma; weil der zuständige Bischof keine Drehgenehmigung für das Kloster erteilte, zog Jancsó in die bischöfliche Residenzstadt und machte seine Aufnahmen dort. Für Jancsós damaliges Schaffen hat Schimmernde Winde ungewöhnlich viele Dialoge. Die überschwänglichen Kollegisten debattieren Fragen, wie sie eher für die Studentenrevolte von 1968 in Westeuropa typisch waren denn für das Ungarn von 1947. Den Aktualitätsbezug verstärkt der Regisseur, indem die Jungs und Mädels keine zeitgenössische Kleidung, sondern die Mode der späten 1960er Jahre tragen, bunt und vielfältig, Jeans und Miniröcke. Demgegenüber sind die Gymnasiasten alle an derselben dunkelgrauen Schuluniform zu erkennen. In diesem Film behandelt Jancsó gemäß Burns [1996] nicht eine bestimmte Revolution, sondern das Wesen von Revolution und Reaktion im Allgemeinen, und zieht die Rolle von Anführern in Zweifel. „Am ironisch gewählten Schauplatz einer Abtei, welche die Schönheit und Gewissheit vergangener Zeit verkörpert, nimmt Jancsó eine lebendige Aufnahme der Fallstricke und Freuden revolutionären Eifers vor. Doch er weigert sich, ihn gutzuheissen oder zu verurteilen.“ Auch Ulrich Gregor stellte eine Ambivalenz zwischen Enthusiasmus und Gewalttätigkeit fest, wobei der Film sich von letzterer distanziere.
In Ungarn wurde Schimmernde Winde gemischt aufgenommen. Der film-dienst sah in den Figuren Platzhalter: Jancsó „wollte wohl eine Parabel über die Taktik des Terrors schaffen, und wenn es ihm dabei vielleicht auch um die Fragen nach dem Menschlichen unter dem Terror gegangen sein sollte, bleiben die Menschen selbst nur Träger und Sprecher moralischer oder politischer Ideologien.“ Einer geistigen Auseinandersetzung weiche Jancsó aus, ersetze sie durch Tanz und Gesang. „(…) sollte das Dichterwort 'Wo man singt, da laß dich ruhig nieder' auch nur ein Gran Wahrheit enthalten, könnte es kaum ein anheimelnderes Plätzchen auf Erden geben als die Volksrepublik Ungarn.“ Frieda Grafe und Enno Patalas äußerten sich 1969 in der Filmkritik ablehnend. Die Bezüge zur Gegenwart „bleiben so wirkungslos, wie sie plakativ sind, sie treiben dem, worauf sie zurückgehen, die Realität aus und stellen keine eigene her. Die revolutionären Gesänge, die Tänze, die roten Fahnen bleiben leere Gesten, Repräsentationstheater.“ In Umkehrung dieser Argumente urteilte der Filmhistoriker Burns 1996, Jancsós erster Farbfilm bestehe über weite Strecken aus „Tableaus von verzaubernder Schönheit“. Der meisterhafte Einsatz von Farbe, Musik und Bewegung verleihe Szenen eine erhöhte Qualität, die mit ihren öden Deklamationen sonst zu abseitig oder zu kalt wären.
Alternativtitel ist Die Konfrontation.